# Bujingai: Swordmaster
Bujingai: Swordmaster (武刃街?, Bujingai) è un videogioco d'azione sviluppato nel 2003 da Taito per PlayStation 2. Distribuito in America Settentrionale come Bujingai: The Forsaken City, è stato realizzato in occasione del cinquantesimo anniversario dell'azienda giapponese con la collaborazione di Red Entertainment.

## Trama
Ambientato nel XXIII secolo, il protagonista è Lau Wong che deve affrontare il suo vecchio amico Rei Jenron, trasformatosi in un demone.

## Modalità di gioco
Bujingai è un hack and slash simile a Devil May Cry e Otogi. È composto da otto livelli in stile platform in cui bisogna affrontare diverse creature demoniche e boss. Nel videogioco sono presenti alcuni rompicapo da risolvere per proseguire nel gioco.

## Sviluppo

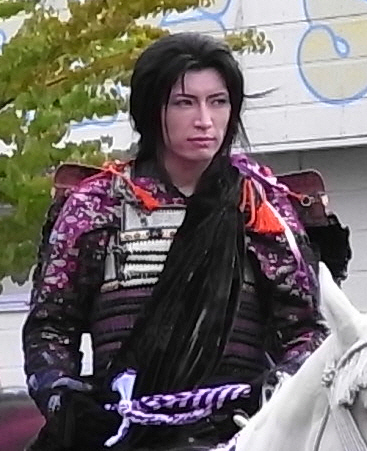
Gackt Camui nel 2008

Il character design di Bujingai è di Toshihiro Kawamoto, mentre gli scenari di gioco sono realizzati da Yōsuke Kuroda. Il personaggio di Lau Wong è basato sul cantante giapponese Gackt Camui, che appare nello spot del gioco. L'ambientazione è ispirata ai film gongfu orientali.
Bujingai stato annunciato sulla rivista Famitsū solamente nell'agosto 2003, a metà della sua produzione. Il videogioco ha richiesto due anni per essere completato: un anno e mezzo di sviluppo e sei mesi di pre-produzione.

## Accoglienza
La rivista Play Generation diede al gioco un punteggio di 78/100, trovando le meccaniche canoniche ma riuscite e l'estetica da primo della classe, con il difetto di presentare un inizio lentissimo e l'eccessiva facilità.